# بانویی در تاریکی
بانویی در تاریکی (انگلیسی: Lady in the Dark) یک فیلم در ژانر موزیکال به کارگردانی میچل لایزن است که در سال ۱۹۴۴ منتشر شد.

## بازیگران
- جینجر راجرز
- ری میلند
- وارنر بکستر
- جان هال
- بری سالیوان
- میشا آور
- گیل راسل
- چارلز کلمن
- ماری مک‌لارن
- ماری فیلیپس
- فیلیس بروکس
- ادوارد فیلدینگ
- لوئلا گیر
- آنجلو روسیتو